# Viviana Paredes
Viviana María Paredes Mendoza (19 de enero de 1960) es una kinesióloga, contadora y política chilena, miembro de la Unión Demócrata Independiente (UDI). Fue subdirectora del Servicio Nacional de la Mujer (Sernam), durante la primera administración de Sebastián Piñera, desde 2012 hasta 2014. Durante la segunda administración de Piñera volvió a ocupar posición en dicho organismo, renombrado como Servicio Nacional de la Mujer y la Equidad de Género (SernamEG), siendo su directora entre 2018 y 2019.
Anteriormente ejerció como concejala de la comuna de Lo Prado entre 2004 y 2012.

## Biografía
Es hija de Moisés Adriano Paredes Pizarro y Laura Beatriz Mendoza Torres.

### Estudios
Egresó como kinesióloga de la Universidad de Chile, y obtuvo un diplomado en contabilidad de la Universidad del Desarrollo (UDD). Es además magíster en Gestión Estratégica de Personas y Comportamiento Organizacional de la Pontificia Universidad Católica (PUC).

### Trayectoria profesional
Fue coordinadora de proyectos sociales y subdirectora ejecutiva de la Fundación Chile Acción y en la Fundación Banigualdad entre 2001 y 2010, como asesora de los programas de Guardadoras Infantiles y Microcrédito para Mujeres de Escasos Recursos.
Ejerció como directora de empresas y miembro de la Junta Directiva de la Universidad San Sebastián entre los años 2011 y 2012.
Ha trabajado permanentemente en las áreas de trabajo social y municipal. Desde 2010 hasta noviembre de 2012 se desempeñó como jefa del área Mujer, Trabajo y Participación en el Servicio Nacional de la Mujer (Sernam), y fue asesora de la Subdirección del Sernam en el área de trabajo hasta 2014.

## Trayectoria política
Ejerció como presidenta de la Comisión de Fomento Municipal de Lo Prado, y fue elegida concejala de esa comuna en las elecciones correspondientes a los años 2004, 2008 y 2012.
El 12 de noviembre de 2012 fue nombrada por el presidente Sebastián Piñera como subdirectora del Sernam, manteniéndose en el cargo hasta el fin de su mandato en marzo de 2014.
Entre los años 2017 y junio de 2018 fue prosecretaria, designada por la Directiva Nacional de su partido Unión Demócrata Independiente (UDI).
Durante el segundo gobierno de Sebastián Piñera, el 17 de julio de 2018 fue nombrada como directora del Servicio Nacional de la Mujer y la Equidad de Género (SernamEG). Renunció al cargo en abril de 2019.
En diciembre de 2020 asume como Concejal en la comuna de Vitacura tras la renuncia al cargo de Cristian Araya.